# Margaret D. Lowman
Margaret D. Lowman, conocida como  Dosel Meg (nacida el 23 de diciembre de 1953) es una bióloga estadounidense, profesora, ecologista, escritora, exploradora, y conferencista. Experta en dosel arbóreo, relaciones entre plantas e insectos, y constructora de pasarelas de colgantes entre árboles. La Dra. Lowen es miembro de la Academia de Ciencias de California.
La Dra. Lowman es pionera en el área de ecología de doseles arbóreos. Por más de 30 años,  ha diseñado balones de aire caliente y pasarelas de acceso para estudiar el dosel de los árboles y resolver misterios del mundo de los bosques, especialmente relacionados con plagas de insectos y salud del ecosistema. Su trabajo se centra en el estudio de los doseles por su biodiversidad y es abanderada en la conservación de bosques alrededor del mundo.
La formación de la Dra. Lowman incluye Williams College (pregrado en biología) en 1976; Universidad de Aberdeen (Maestría en ecología) en 1978; Universidad de Sídney (Ph.D en botánica); y Escuela de negocios Tuck (Administración Ejecutiva).

## Investigación
La Dra. Lowman es autora de más de 100 publicaciones arbitradas y varios libros que incluyen  Life in the Treetops (1999) y It's a Jungle Up There (2006). Entre 1978 y 1989, la Dra. Lowman vivió en Australia y trabajó en investigación de doseles de árboles en selvas y bosques secos. Tuvo una importante participación en determinar la causa del síndrome Eucalypt Dieback de los eucaliptos en Australia, y trabajó en la conservación de bosques y su regeneración. Fue profesora en el Williams College en Massachusetts, iniciando muchos aspectos de la investigación en doseles del bosque. Durante su tiempo como profesora encabeza la construcción de la primera pasarela de doseles en América del Norte.

## Vida personal
La Dra. Lowman cuenta que tuvo mucha presión para abandonar su carrera como científico. Mientras realizaba su doctorado, su jefe de departamento le dijo que no sabía por qué quería continuar estudiando, si solo se casaría y tendría hijos. Luego de casarse, la familia de su esposo podía cuidar a los niños si era para ir a arreglarse el pelo, pero no para ir a la biblioteca. Era su forma de mostrarle el camino correcto a seguir.

## Publicaciones seleccionadas

### Libros
- Lowman, M.D. 1974. Some Aspects of the Fabric of Life. U.S. Department of Health, Education and Welfare 204 pp.
- Heatwole, H. and Lowman, M.D. 1986. Dieback: The Death of an Australian Landscape. Reed & Co. 150 pp.
- Lowman, M.D. (ed.) 1992. Ecology of Hopkins Forest. Williams College Printers. 100 pp.
- Lowman, M.D. and Nadkarni, N.M. (eds.) 1995. Forest Canopies. Academic Press 624 pp. (Segunda edición en rústica, 1996)
- Lowman, M.D. 1999. Life in the Treetops. Yale University Press. (Ediciones en alemán, chino y coreano)
- Lowman, M.D. and Rinker, H.B. (eds.) 2004. Forest Canopies. Elsevier Press. (Todos los capítulos fueron arbitrados, algunos capítulos fueron escritos por M.D. Lowman)
- Lowman, M.D.,  Burgess, E. and Burgess, J. 2006. It’s a Jungle Out There – More Tales from the Treetops. Yale University Press.
- Lowman, M.D., Schowalter, T. and Franklin, J. 2011. Methods in Forest Canopy Research. University of California Press.
- Lowman, M.D., Devy, S. and Ganesh, T. 2013. Treetops at Risk. Springer Verlag
- Lowman, M.D. and Mulat, W. 2014. Beza – Who Saved the Forests of Ethiopia, One Church at a Time. Peppertree Press (Libro infantil, ediciones en inglés británico y estadounidense)